# (117384) Halharrison
(117384) Halharrison est un astéroïde de la ceinture principale.

## Description
(117384) Halharrison est un astéroïde de la ceinture principale. Il fut découvert le 18 décembre 2004 à Mont Lemmon par Mount Lemmon Survey. Il présente une orbite caractérisée par un demi-grand axe de 2,44 UA, une excentricité de 0,11 et une inclinaison de 1,8° par rapport à l'écliptique.